# Tågerup Sogn
Tågerup Sogn var et sogn i Maribo Domprovsti (Lolland-Falsters Stift).
Sognet indgik 1. juli 2022 i Errindlev-Olstrup-Tågerup Sogn
I 1800-tallet var Torslunde Sogn anneks til Tågerup Sogn. Begge sogne hørte til Fuglse Herred i Maribo Amt. Tågerup-Torslunde sognekommune blev ved kommunalreformen i 1970 delt, så hovedparten af Tågerup blev indlemmet i Rødby Kommune, mens Torslunde og den nordøstlige del af Tågerup blev indlemmet i Holeby Kommune. Begge disse storkommuner indgik ved strukturreformen i 2007 i Lolland Kommune.
I Tågerup Sogn ligger Tågerup Kirke.
I sognet findes følgende autoriserede stednavne:
- Bjergemark (bebyggelse)
- Darket (landbrugsejendom)
- Egeby (bebyggelse)
- Hyldtofte (bebyggelse, ejerlav)
- Hyldtofte Fæland (bebyggelse)
- Hyllekrog (areal)
- Højbygaard (ejerlav, landbrugsejendom)
- Saksfjed (areal)
- Tågerup (bebyggelse, ejerlav)